# Tshilidzi Nephawe
Tshilidzi Nephawe, conosciuto anche con il nome giapponese di Tshilidzi Kawata (Johannesburg, 10 giugno 1989), è un cestista sudafricano naturalizzato giapponese.

## Carriera
Con il Sudafrica ha disputato i Campionati africani del 2009.